# Мумладзе, Роберт Борисович
Роберт Борисович Мумладзе (родился 26 июля 1936 г., Одесса, УССР) — выдающийся хирург, академик РАЕН, Заслуженный врач Российской Федерации, профессор, ученый секретарь Совета по защите докторских диссертаций. Роберт Борисович Мумладзе – пионер в области внедрения и широкого клинического использования реконструктивных операций по формированию искусственного пищевода. Под его руководством были разработаны и внедрены новые методы лечения гнойно-септических заболеваний с использованием озона и мексидола, новые малоинвазивные методы лечения обструктивных заболеваний гепатопанкреатодуоденальной зоны и полостных образований брюшной полости, перитонеального диализа при хронической почечной недостаточности, был внедрен мини-лапаротомный доступ, интервенционные высокотехнологичные хирургические стентирующие операции с применением нитиноловых саморасширяющихся стентов.

## Биография
Роберт родился 26 июля 1936 года в Одессе, УССР. Родители: Мумладзе Борис Иосифович (1908-1972 гг.) – участник Великой Отечественной войны, кавалер нескольких боевых орденов, и Мумладзе Нина Ильинична – заслуженный учитель Грузинской ССР. Во время Великой Отечественной войны отец Роберта служил в Одесском особом военном округе и тяжело заболел, ему предстояла операция. Выполняли её профессор Игнатий Константинович Пипия и профессор Герман Ахаладзе, в Тбилиси, в госпитале для инвалидов войны на улице Камо. Именно эти события, по словам Роберта Борисовича, заложили «очень мощный фундамент для решения пойти в медицину».   
В 1959 году Роберт вместе с другом и одногруппником Серго Меликишвили-Меликяном впервые едут в Москву. Прямо в поезде, недалеко от станции Армавир, Роберт, на тот момент студент Тбилисского государственного медицинского института по специальности «Лечебное дело», принимает роды у женщины, которая ехала в Армавир к мужу-военному. Члены ехавшей в том же поезде на XXI съезд Коммунистической партии делегации Армянской ССР, узнав о происшествии, отыскали Роберта, записали координаты и отправили письмо с благодарностью ректору Тбилисского мединститута, что позже помогло Роберту поехать на практику от института в Москву.   
В 1961 году Роберт окончил лечебный факультет Тбилисского государственного медицинского института и был распределен в поселок Тсаленджих, где проработал три года, после чего, в 1964 году, уехал в Москву, где поступил в аспирантуру Института усовершенствования врачей на кафедру хирургии. Руководителем кафедры и первым учителем Роберта был профессор Казанский Валерий Иванович. Впоследствии кафедра выступила с ходатайством, чтобы Роберта оставили в ранге ассистента. В 1990 году Роберт защитил докторскую диссертацию по теме «Хирургическое лечение рубцовых сужений глотки, пищевода и желудка после химических ожогов», и уже в 1992 году получил должность заведующего кафедрой общей лазерной и эндоскопической хирургии в РМАПО и звание профессора.   

## Публикации и патенты
Автор более 600 опубликованных работ, 5 монографий и учебных пособий, в том числе: 
- Озонотерапия в комплексном лечении гнойных заболеваний;
- Новые аспекты лечения острых панкреатита;
- Актуальные вопросы организации и лечебно-диагностических процессов многопрофильной клинической больницы;
- Озонотерапия в неотложной хирургии,

– а также 23 патента, в том числе:
- Способ хирургического лечения доброкачественных узловых образований щитовидной железы (патент 2438604);
- Способ хирургического лечения холангита (патент 2491968);
- Способ проведения холецистэктомии (патент 2533733);
- Способ хирургического лечения больных раком щитовидной железы с метастазами в лимфатических узлах шеи (патент 2616763);
- Способ интраоперационной визуализации околощитовидных желез (патент 2631639).

Под его руководством защищено 8 докторских и 18 кандидатских диссертаций.

## Награды и звания
- Заслуженный врач России (1996 г.);
- Заслуженный деятель науки РФ (2005 г.)[8];
- Премия мэрии и правительства Москвы (2004 г.)[9];
- Лауреат Ордена Дружбы РФ (2011 г.)[10];
- награждён юбилейной медалью «300 лет Военно-Морскому флоту»;
- почетный доктор Башкирского государственного медицинского университета;
- академик РАЕН;
- почетный член Ассоциации хирургов Республики Башкортостан;
- член редколлегии журнала «Анналы хирургии».